# Ван дер Мёлен, Хенк
Хенк ван дер Мёлен (нидерл. Henk van der Meulen; род. 23 апреля 1955) — нидерландский композитор и музыкальный педагог.
Учился в Амстердамской консерватории у Адриана Схурмана, занимался также в мастер-классах под руководством Джона Кейджа и Мортона Фелдмана. В 1978—1979 гг. играл на фортепиано в ансамбле «Hoketus» под руководством Луи Андриссена. Некоторое время возглавлял музыкальное вещание нидерландской телерадиокомпании NPS. С 2008 г. директор Гаагской консерватории.
Музыка ван дер Мёлена по большей части написана для различных театральных, танцевальных, кинематографических и мультимедийных проектов. Ему принадлежит также камерная опера «Мозг» (нидерл. Merg; 1986) по пьесе Юдит Херцберг.